# Attilio Ubertalli
Attilio Ubertalli (Torino, 24 agosto 1880 – Torino, 10 novembre 1963) è stato un dirigente sportivo e imprenditore italiano, undicesimo presidente della Juventus.

## Storia
Ubertalli, tra le altre attività, fu presidente ed amministratore delegato della fonderia Comet S.A. di Torino e azionista di diverse società tessili. Fu anche presidente della SSS (Società Spettacoli Sportivi), società anonima creata dai soci della Juventus al fine di raccogliere i capitali necessari per costruire il primo stadio di proprietà, nonché primo in cemento armato e primo con illuminazione artificiale, ovvero il Campo Juventus.
Prenderà parte alla Grande Guerra col grado di tenente d'artiglieria.
Durante la breve presidenza di Attilio Ubertalli, la Juventus attraversò un periodo di crisi economica e di risultati. Nel campionato di calcio del 1911-1912 si presentò con un organico all'osso, tanto che nella partita in trasferta col Milan i bianconeri riuscirono a schierare solo dieci giocatori, perdendo così 8-1. Finì la stagione terz'ultima con soli 9 punti.